# Liste der Kardinalskreierungen Marinus’ II.
Papst Marinus II. (942–946) kreierte nur drei Kardinäle.

## Unbekanntes Kreierungsdatum
- Agapito, Kardinaldiakon der römisch-katholischen Kirche, ab 10. Mai 946 Papst Agapitus II., † 8. November 955
- Bonifazio, Kardinalpriester oder Kardinaldiakon unbekannter Titel, Bischof von Sutri, † ?
- Ottaviano, ab 16. Dezember 955 Papst Johannes XII., † 14. Mai 964